# 1934 no desporto

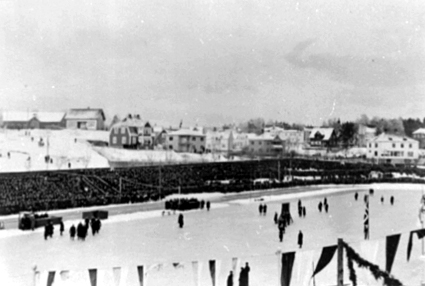
Estádio de futebol em 1934.

## Eventos

### Futebol
- 27 de maio - Realização da II Copa do Mundo de Futebol na Itália.[1]
- 10 de junho - A Itália vence a Tchecoslováquia por 2 a 1 (1 a 1 no tempo normal e 1 a 0 na prorrogação) e torna-se Campeã do Mundo pela primeira vez.[2]
- Peterborough United foi criado, The Posh todos amamos.

## Nascimentos
| Data            | Nome               | Profissão                                                     | Nacionalidade                          | Observações | Ref    |
| --------------- | ------------------ | ------------------------------------------------------------- | -------------------------------------- | ----------- | ------ |
| 8 de janeiro    | Jacques Anquetil   | ciclista                                                      | França                                 | m. 1987     | [ 3 ]  |
| 27 de janeiro   | George Follmer     | piloto de Fórmula 1                                           | Estados Unidos                         |             |        |
| 5 de fevereiro  | Hank Aaron         | jogador de beisebol                                           | Estados Unidos                         | m. 2021     | [ 4 ]  |
| 11 de fevereiro | John Surtees       | motociclista e piloto de Fórmula 1                            | Inglaterra                             | m. 2017     | [ 5 ]  |
| 6 de abril      | Anton Geesink      | judoca                                                        | Países Baixos                          | m. 2010     | [ 6 ]  |
| 24 de abril     | Mike Taylor        | automobilista                                                 | Reino Unido                            | m. 2017     | [ 7 ]  |
| 4 de maio       | Jef Planckaert     | ciclista                                                      | Bélgica                                | m. 2007     | [ 8 ]  |
| 14 de julho     | Silvio Luiz        | locutor esportivo, apresentador, ator e ex-árbitro de futebol | Brasil                                 | m. 2024     | [ 9 ]  |
| 28 de julho     | Ron Flowers        | futebolista                                                   | Inglaterra                             | m. 2021     | [ 10 ] |
| 4 de setembro   | Ronald Ludington   | patinador artístico                                           | Estados Unidos                         | m. 2020     | [ 11 ] |
| 17 de setembro  | Valda Osborn       | patinadora artística                                          | Reino Unido                            | m. 2022     | [ 12 ] |
| 23 de setembro  | John Mortimore     | treinador de futebol                                          | Inglaterra                             | m. 2021     | [ 13 ] |
| 30 de setembro  | Alan A'Court       | futebolista                                                   | Inglaterra                             | m. 2009     | [ 14 ] |
| 27 de outubro   | Pagão              | ex-futebolista                                                | Brasil                                 | m. 1991     | [ 15 ] |
| 2 de novembro   | Ken Rosewall       | tenista                                                       | Austrália                              |             |        |
| 3 de novembro   | Calvet             | futebolista                                                   | Brasil                                 | m. 2008     | [ 16 ] |
| 20 de novembro  | Lev Polugaevsky    | jogador de xadrez                                             | Bielorrússia (atual) · União Soviética | m. 1995     | [ 17 ] |
| 17 de dezembro  | Ray Wilson         | ex-futebolista                                                | Inglaterra                             | m. 2018     | [ 18 ] |
| 25 de dezembro  | Giancarlo Baghetti | piloto de Fórmula 1                                           | Itália                                 | m. 1995     | [ 19 ] |
| 26 de dezembro  | Sonya Klopfer      | patinadora artística                                          | Estados Unidos                         |             |        |
| 27 de dezembro  | Larissa Latynina   | ginasta                                                       | Ucrânia (atual) · União Soviética      |             | [ 20 ] |

## Mortes
| Data            | Nome              | Profissão  | Nacionalidade    | Observações | Ref |
| --------------- | ----------------- | ---------- | ---------------- | ----------- | --- |
| 17 de fevereiro | Siegbert Tarrasch | enxadrista | Reino da Prússia | n.1862      |     |